# Снотра
В скандинавската митология Снотра (нордически: Snotra – умна) е богиня, свързана с мъдростта. Снотра е спомената в Прозаичната Еда, написана от Снуре Стурлусон през XIII век.

## Прозаична Еда
В глава 35 от книгата Гюлфагининг от Прозаичната Еда Висок дава кратко описание на 16 асини. Снотра е тринадесета в списъка и според Висок тя е „мъдра и любезна“. В допълнение той съобщава, че мъдър човек или жена могат да бъдат наречени снотр според името на богинята. В книгата Скалдскапармал от Прозаичната Еда Снотра е включена в списък от 27 имена на асини. Освен тези два източника богинята не е спомената никъде другаде.

## Теории
Анди Орчард и Рудолф Зимек твърдят, че Снотра може да е измислена от Снуре, след като не е спомената никъде извън Прозаичната Еда, написана собственоръчно от него. Орчард смята, че Снуре може да е имал достъп до изгубен източник и малкото информация, която той представя, може да се извлече от значението на името ѝ.
Според Зимек, Снуре може просто да е измислил Снотра от нордическата дума snotr (умен, мъдър) и да я е „поставил измежду другите маловажни богини“. Зимек също пише, че богините Снотра, Сага, Хлин, Сьофн, Вар и Вьор трябва да бъдат смятани за слабо различаващи се асини, представляващи „женски защитни божества“, които са отговорни за „специфична област от личната сфера.“
|  | Тази страница частично или изцяло представлява превод на страницата Snotra в Уикипедия на английски. Оригиналният текст, както и този превод, са защитени от Лиценза „Криейтив Комънс – Признание – Споделяне на споделеното“, а за съдържание, създадено преди юни 2009 година – от Лиценза за свободна документация на ГНУ. Прегледайте историята на редакциите на оригиналната страница, както и на преводната страница, за да видите списъка на съавторите. ВАЖНО: Този шаблон се отнася единствено до авторските права върху съдържанието на статията. Добавянето му не отменя изискването да се посочват конкретни източници на твърденията, които да бъдат благонадеждни. |